# Ludwig II: Glanz und Ende eines Königs
Ludwig II: Glanz und Ende eines Königs (Lluís II, esplendor i fi d'un rei) és una pel·lícula dramàtica i històrica d'Alemanya Occidental de 1955 dirigida per Helmut Käutner i protagonitzada per O. W. Fischer. Va participar en el 8è Festival Internacional de Cinema de Canes.

## Repartiment
- O. W. Fischer – Ludwig II
- Ruth Leuwerik - Elisabet de Baviera (emperadriu d'Àustria)
- Marianne Koch - Princesa Sofia
- Paul Bildt - Richard Wagner
- Friedrich Domin - Otto von Bismarck
- Rolf Kutschera - Graf Holnstein
- Herbert Hübner - von Pfistermeister
- Robert Meyn - Professor Dr. Gudden
- Rudolf Fernau - Príncep Luitpold de Baviera
- Willy Rösner - Minister von Lutz
- Klaus Kinski – Príncep Otto de Baviera
- Fritz Odemar - General von der Tann
- Erik Frey - Emperador Francesc Josep I d'Àustria
- Albert Johannes - Fürst Hohenfels
- Erica Balqué - Cosima von Bülow
- Walter Regelsberger - Graf Dürckheim
- Hans Quest - Kapellmeister Eckert

## Guardons
Medalles del Cercle d'Escriptors Cinematogràfics
| Any  | Categoria              | Actor         | Resultat  |
| ---- | ---------------------- | ------------- | --------- |
| 1957 | Millor actor estranger | O. W. Fischer | Guanyador |